# Gilme
Гіль Мі Хьон (кор. 길미현, нар. 10 квітня 1985, Тегу, Південна Корея), більш відома за псевдонімом Gilme (кор. 길미), — південнокорейська співачка та учасниця гурту Clover. Вона була учасницею шоу Unpretty Rapstar 2. Дебютний сольний альбом співачки Love Actually вийшов 29 липня 2010.

## Дискографія

### Студійні альбоми
| Назва         | Деталі альбому                                                                                            | Пікові позиції у чартах | Продажі |
| Назва         | Деталі альбому                                                                                            | KOR                     | Продажі |
| ------------- | --- | ----------------------- | ------- |
| Love Actually | - Реліз: 29 липня 2010 - Лейбл: LOEN Entertainment - Формат: CD, цифрове завантаження                     | 22                      | Н/Д     |
| 2 Face        | - Реліз: 4 вересня 2014 - Лейбл: GYM Entertainment, LOEN Entertainment - Формат: CD, цифрове завантаження | 48                      | Н/Д     |

### Сингли

#### Як головна виконавиця
| Назва                                                                            | Рік  | Пікові позиції у чартах | Продажі                   | Альбом            |
| Назва                                                                            | Рік  | KOR                     | Продажі                   | Альбом            |
| -------------------------------------------------------------------------------- | ---- | ----------------------- | ------------------------- | ----------------- |
| «Why Baby Why» (넌 나를 왜) feat. Jungyup                                        | 2009 | 4                       | Н/Д                       | Love Actually     |
| «Love Is War» (사랑은 전쟁이다) feat. Outsider                                   | 2010 | 28                      | Н/Д                       | Love Actually     |
| «I'm Sorry I Loved You» (미안해 사랑해서…) feat. K.Will                          | 2010 | 14                      | Н/Д                       | Love Actually     |
| «Why Like An Idiot» (바보처럼 왜이래) feat. Na Yoon-kwon                         | 2010 | 35                      | Н/Д                       | 2 Face            |
| «Like A Fool» (내가 먼저)                                                        | 2012 | 19                      | - Південна Корея: 592,613 | 2 Face            |
| «My Sweetie»                                                                     | 2012 | 74                      | - Південна Корея: 91,328  | 2 Face            |
| «Go Away With Smile» (웃고 떠나) feat. Joo E, Mr. Tyfoon                         | 2013 | 26                      | - Південна Корея: 128,310 | 2 Face            |
| «Nobody Knows»                                                                   | 2014 | 48                      | - Південна Корея: 46,532  | 2 Face            |
| «My Turn»                                                                        | 2014 | —                       | - Південна Корея: 16,579  | 2 Face            |
| «Tell Me This Is Real»                                                           | 2015 | —                       | - Південна Корея: 18,324  | Сингл без альбому |
| «—» релізи, що не потрапили у чарти або не були випущені у відповідних регіонах. |      |                         |                           |                   |

#### Як запрошена виконавиця
| Назва                                           | Рік  | Альбом              | Виконавець    |
| ----------------------------------------------- | ---- | ------------------- | ------------- |
| «Long night» (feat.Gilme)                       | 2011 | Long night (single) | Kim Hyung-Jun |
| «Sse Sse Sse» (feat.Gilme, KittiB, Ahn-Soo-min) | 2016 | Сингл без альбому   | Yezi          |

#### Саундтреки
| Назва                                                                            | Рік  | Пікові позиції у чартах | Продажі | Альбом               |
| Назва                                                                            | Рік  | KOR                     | Продажі | Альбом               |
| -------------------------------------------------------------------------------- | ---- | ----------------------- | ------- | -------------------- |
| «May Our Love Story» (우리 사랑 이대로)                                          | 2010 | 55                      | Н/Д     | Flames of Desire OST |
| «—» релізи, що не потрапили у чарти або не були випущені у відповідних регіонах. |      |                         |         |                      |